# Eragrostis humbertii
Eragrostis humbertii är en gräsart som beskrevs av Aimée Antoinette Camus. Eragrostis humbertii ingår i släktet kärleksgrässläktet, och familjen gräs.
Artens utbredningsområde är Madagaskar. Inga underarter finns listade i Catalogue of Life.